# Zee Cine Award/Beste Kamera
Der Zee Cine Award Best Cinematography ist eine Kategorie des indischen Filmpreises Zee Cine Award.
Der Zee Cine Award Best Cinematography wird von der Jury gewählt. Der Gewinner wird in der Verleihung bekanntgegeben. Die Verleihung findet jedes Jahr im März statt.
Der Bengalische Kameramann Binod Pradhan hat den Preis bereits dreimal gewonnen, Ravi Varman wurde in dieser Kategorie zweimal in Folge (2013, 2014) ausgezeichnet.
Liste der Gewinner:
| Jahr | Kameramann       | Film                         | Deutscher Titel                         |
| ---- | ---------------- | ---------------------------- | --------------------------------------- |
| 1998 | Manmohan Singh   | Dil To Pagal Hai             | Mein Herz spielt verrückt               |
| 1999 |                  |                              |                                         |
| 2000 | Anil Mehta       | Hum Dil De Chuke Sanam       | Ich gab Dir mein Herz, Geliebter        |
| 2001 |                  |                              |                                         |
| 2002 |                  |                              |                                         |
| 2003 | Binod Pradhan    | Devdas                       | Devdas – Flamme unserer Liebe           |
| 2004 | Binod Pradhan    | Munna Bhai M.B.B.S.          | Munna Bhai – Lachen macht gesund        |
| 2005 | Santosh Sivan    | Meenaxi: Tale of 3 Cities    | —                                       |
| 2006 | Ravi K. Chandran | Black                        | —                                       |
| 2007 | Binod Pradhan    | Rang De Basanti              | Rang De Basanti – Die Farbe Safran      |
| 2008 | Sandip Chaterjee | Chak De! India               | Chak De! India – Ein unschlagbares Team |
| 2009 | keine Verleihung |                              |                                         |
| 2010 | keine Verleihung |                              |                                         |
| 2011 | Ayananka Bose    | Kites                        | Kites – Auf der Flucht                  |
| 2012 | Carlos Catalan   | Zindagi Na Milegi Dobara     | Man lebt nur einmal                     |
| 2013 | Ravi Varman      | Barfi!                       | —                                       |
| 2014 | Ravi Varman      | Goliyon Ki Rasleela-Ramleela | —                                       |